# Bruce Balick
Bruce Balick (* 8. März 1943 in Washington, D.C.) ist ein US-amerikanischer Astronom und Radioastronom.
Balick wuchs in Washington, Philadelphia und schließlich Wilmette auf, wo er 1961 seinen Abschluss an der New Trier High School erlangte. Danach studierte er Physik am Beloit College in Wisconsin mit dem Bachelor-Abschluss und promovierte 1971 an der Cornell University bei Robert Hjellming. Er ist seit 1975 an der University of Washington, an der er inzwischen als Professor emeritiert ist. Zeitweise stand er der Abteilung Astronomie vor.
1974 entdeckte er Sagittarius A mit  Robert Hanbury Brown mit Hilfe des Interferometers am National Radio Astronomy Observatory (NRAO), an dem er zuerst 1968/69 in Sommerkursen war. Er forscht über Planetare Nebel, die Endstadien der meisten Sterne in der Galaxie (auch der Sonne). Dabei versucht er deren (bei aller fundamentalen Asymmetrie) häufig vorhandene Symmetrien mit (magneto-)hydrodynamischer Modellierung des Materieausstoßes zu erklären und deren chemische Zusammensetzung (Elementhäufigkeiten).
Er benutzt auch optische Teleskope und das Hubble Space Telescope und war im Design-Team von dessen Wide Field Camera 3 (WFC3).
Er ist Fellow der American Association for the Advancement of Science und war in der URSI Commission J (Radioastronomie).